# Tigrinhos
Tigrinhos is een gemeente in de Braziliaanse deelstaat Santa Catarina. De gemeente telt 1.768 inwoners (schatting 2009).

## Aangrenzende gemeenten
De gemeente grenst aan Bom Jesus do Oeste, Maravilha, Santa Terezinha do Progresso en São Miguel da Boa Vista.